# Peter Krogh
Peter Krogh (født 20. juli 1990) er en dansk håndboldspiller, der spiller for Aalestrup IF. Han kom tilbage til klubben i 2013. Han har tidligere optrådt for selvsamme Aalestrup IF, Aars HK og Viborg HK.

## Karriere
Han startede som 10-årig. Han gik på Viborg Håndbold College i sæsonen 07/08.